# Niedersächsischer Richterbund

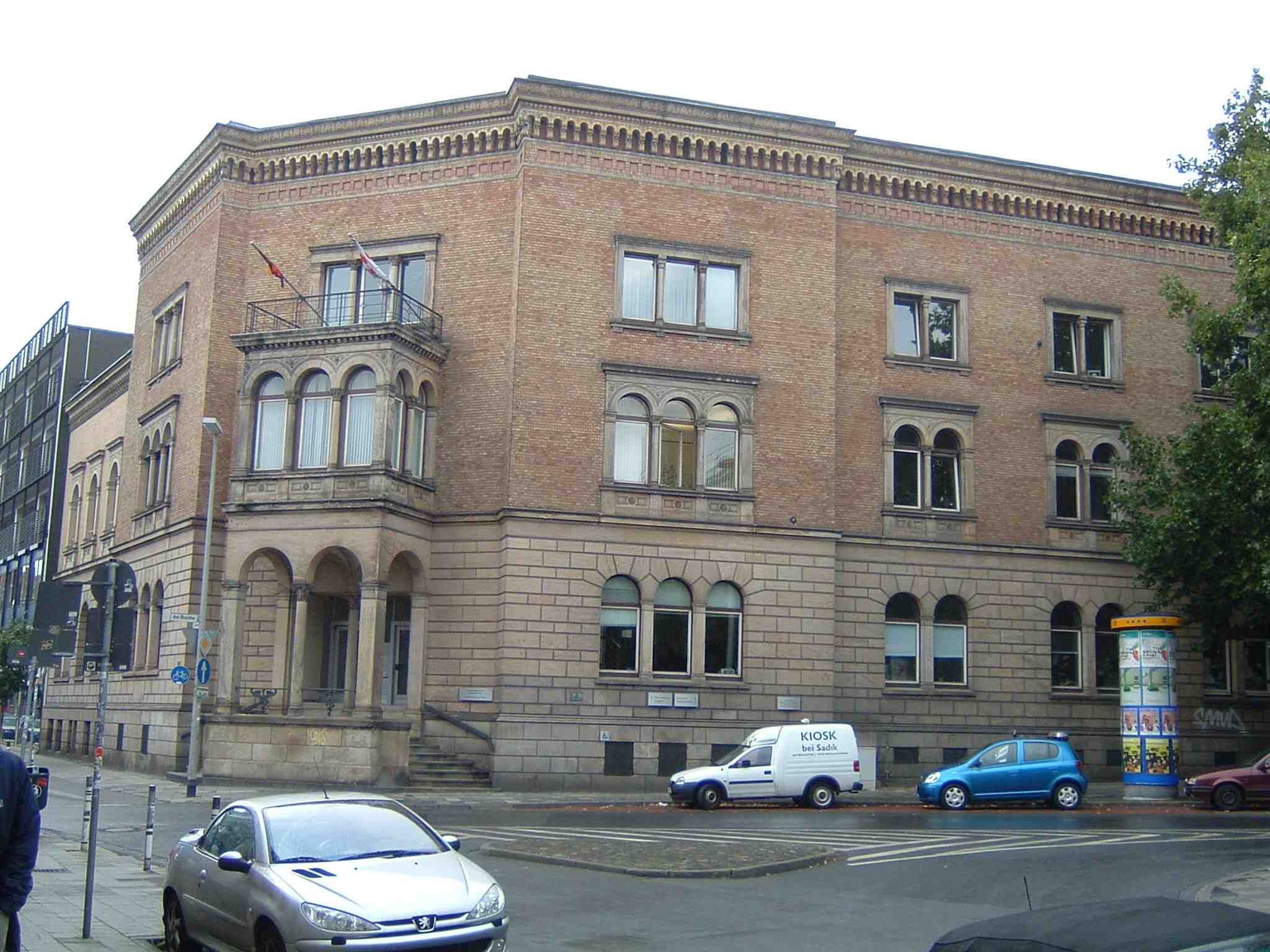
Budynek Oberlandesgericht przy Placu Bankowym w Brunszwiku

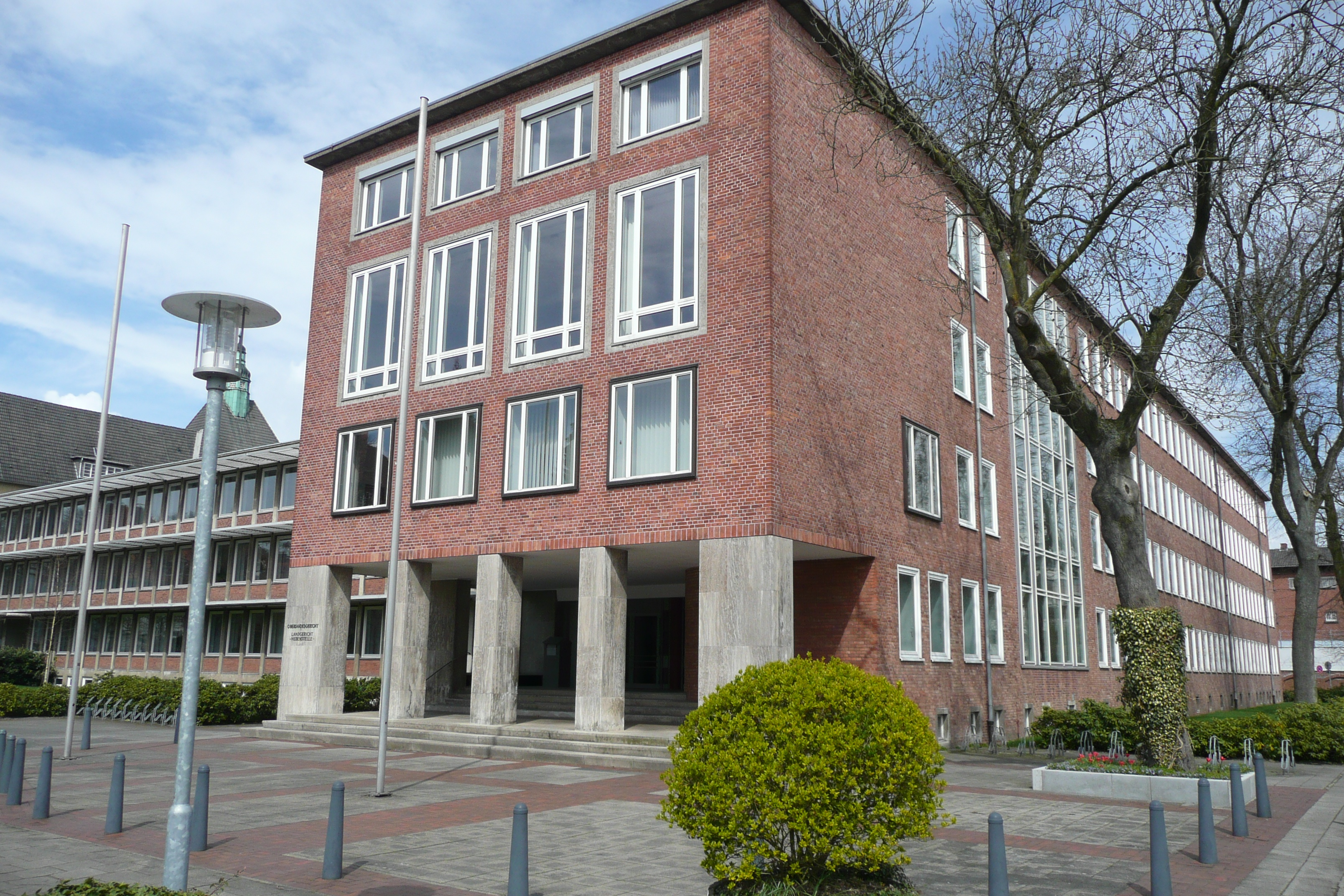
Budynek Oberlandesgericht w Oldenburgu

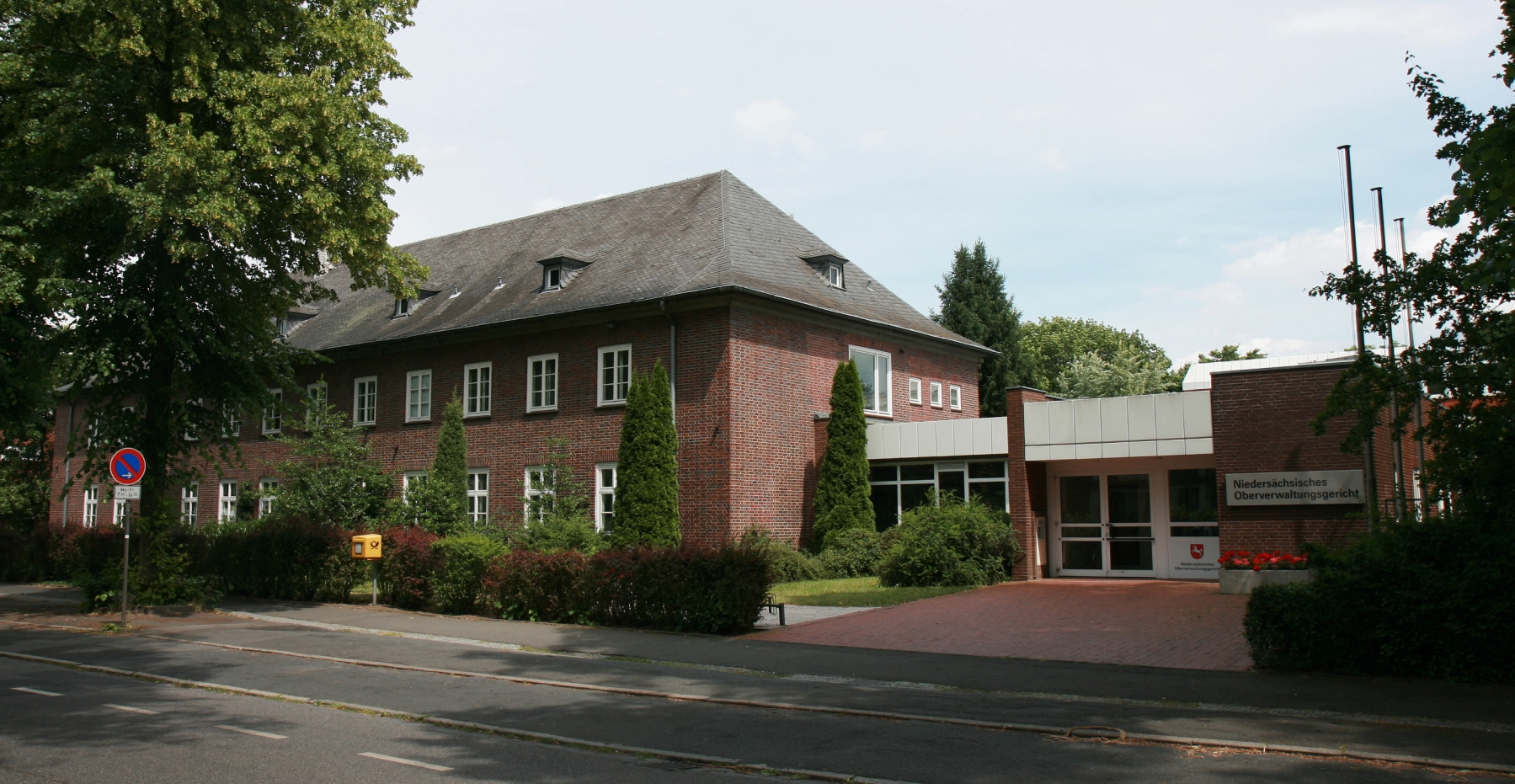
Budynek Dolnosaksońskiego Sądu Administracyjnego w Lüneburgu

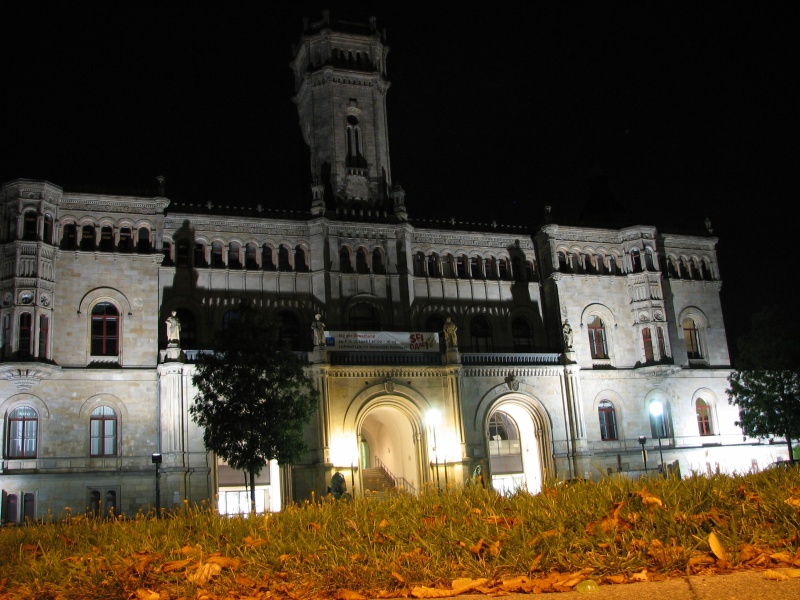
Budynek uniwersytetu w Hanowerze, z którym współpracuje NRB

Niedersächsischer Richterbund (NRB) – stowarzyszenie zawodowe skupiające niemieckich sędziów i prokuratorów z Dolnej Saksonii. Zrzesza ok. 1465 członków a jego siedziba mieści się w Hanowerze. NRB reprezentuje interesy swoich członków w konfrontacji z rządem, parlamentem i innymi organami władzy publicznej.

## Struktura i działalność
NRB posiada 12 oddziałów (Bezirksgruppen): Aurich, Brunszwik, Bückeburg (od 1955), Celle, Getynga, Hanower (Hannoversche Richtervereinigung), Hildesheim, Lüneburg, Oldenburg, Osnabrück, Stade i Verden (Aller). Zgodnie ze swoim statutem stowarzyszenie jest szczególnie aktywne na 3 polach działania: sądownictwo socjalne, sądownictwo finansowe i sądownictwo pracy.
Gromadzi projekty nowych ustaw, oświadczenia niemieckiego Ministerstwa Sprawiedliwości (BMJ) oraz publikacje innych organów administracji publicznej. Członkowie stowarzyszenia regularnie publikują w „Deutsche Richterzeitung” (DRiZ), piśmie specjalistycznym wydawanym w Kolonii przez Carl Heymanns Verlag.
NRB prowadzi doradztwo na wielu płaszczyznach na łamach serwisu internetowego tzw. Niedersächsisches Landesjustizportal przy dolnosaksońskim Ministerstwie Sprawiedliwości:
- wynagrodzenia pracownicze: RiLG Volker Martin, Hildesheim
- prawo karne, egzekucja kar sądowych: OStA’in Elke Bakker, Oldenburg
- pobory sędziów, żołnierzy i urzędników: DirAG Oliver Sporré, Bersenbrück
- prawo urzędnicze: RiLG Dr. Arndt Meinecke, Brunszwik
- postępowanie cywilne: VRiOLG Dr. Bernhard Heile, Celle
- edukacja: RiAG Friedhelm Stückemann, Osnabrück
- dorabiający emeryci i renciści: VPräsLG i.R. Helmut Wöckener, Hildesheim
- sędziowie na próbę: Ri’inAG Jessica Leipziger, Hanower

NRB współpracuje z Uniwersytetem im. Gottfrieda Wilhelma Leibnitza w Hanowerze oraz ogólnoniemieckim stowarzyszeniem sędziów i prokuratorów Deutscher Richterbund (DRB). Dla wszystkich zainteresowanych działalnością stowarzyszenia, niekoniecznie zawodowo zajmujących się prawem, prowadzony jest specjalny newsletter.
Wkład NRB w poszerzanie świadomości prawnej obywateli docenia wiele instytucji, m.in. dolnosaksoński pełnomocnik ds. ochrony danych w swoim sprawozdaniu z 16 stycznia 1984 do prezydenta dolnosaksońskiego Landtagu X kadencji Bruno Brandesa (CDU). Klaus Tebarth wymienił NRB wśród instytucji o szczególnym zaangażowaniu na rzecz organizowania prelekcji, wykładów i seminariów dla obywateli landu.
Do 1961 r. członkiem zarządu był Hans Meier-Branecke – sędzia procesów politycznych okresu III Rzeszy (od kwietnia 1941 sędzia frontowy w okupowanej Polsce), od 1950 prezes senatu Oberlandesgericht w Brunszwiku.

## Organy stowarzyszenia
- zarząd główny (Gesamtvorstand),
- zgromadzenie przedstawicieli (Vertreterversammlung),
- walne zgromadzenie członków (Mitgliederversammlung),
- zarząd ścisły (der engere Vorstand).

## Członkowie zarządu
- przewodniczący: VRiLG[5] Andreas Kreutzer, Brunszwik
- I zastępca przewodniczącego: OStA’in[6] Kirsten Stang, Brunszwik
- II zastępca przewodniczącego: DirAG Dr. Detlev Lauhöfer, Wildeshausen
- III zastępca przewodniczącego: VRiLG Frank Bornemann, Hannower

## Szefowie oddziałów
- Aurich: StA’in Dorothee Bröker
- Brunszwik: DirAG Holger Kuhlmann, AG Wolfsburg
- Bückeburg: DirAG Armin Böhm
- Celle: RiOLG Andreas Walter
- Getynga: StA Andreas Buick
- Hanower: RiLG Michael Frankenberger
- Hildesheim: VRiLG Michael Meyer-Lamp
- Lüneburg: RiLG Dr. Bernd Gütschow
- Oldenburg: DirAG Jörg Duvenhorst, AG Varel
- Osnabrück: VRiLG Bert Karrasch
- Stade: RiLG Wolfgang Rühle
- Verden (Aller): VRiLG Klaus Palm